# 12629 Jandeboer
12629 Jandeboer è un asteroide della fascia principale. Scoperto nel 1971, presenta un'orbita caratterizzata da un semiasse maggiore pari a 2,4181400 au e da un'eccentricità di 0,1281278, inclinata di 11,79307° rispetto all'eclittica.
L'asteroide è dedicato all'astronomo olandese Jan Allard de Boer.